# Heisteria scandens
Heisteria scandens är en tvåhjärtbladig växtart som beskrevs av Adolpho Ducke. Heisteria scandens ingår i släktet Heisteria och familjen Erythropalaceae. Inga underarter finns listade i Catalogue of Life.